# Lynn Wilms
Lynn Anke Hannie Wilms (* 3. Oktober 2000 in Venlo) ist eine niederländische Fußballspielerin, die zumeist in der Abwehr eingesetzt wird. Sie spielte 2019 erstmals für die Frauen-Nationalmannschaft. Seit Sommer 2025 spielt sie für den Aston Villa WFC.

## Karriere

### Vereine
Wilms spielt seit 2018 für den FC Twente Enschede in der Eredivisie und kam gleich in ihrer ersten Saison zu 24 Einsätzen, in denen ihr zwei Tore gelangen. Die Saison endete für Twente mit der dritten Meisterschaft. In der 2019/20 standen sie nach 12 Spielen auf dem dritten Platz, dann wurde die Saison wegen der COVID-19-Pandemie abgebrochen. In der UEFA Women’s Champions League 2019/20 hatte sie sechs Einsätze, verlor aber im Achtelfinale zweimal (mit 0:6 und 0:1) gegen die Frauen des deutschen Meisters VfL Wolfsburg. Für Wolfsburg kam sie in der UEFA Women’s Champions League 2021/22 erstmals im letzten Spiel der Gruppenphase, das mit 4:0 gegen die Chelsea FC Women gewonnen wurde und damit den Gruppensieg sicherte, zu einem fünfminütigen Kurzeinsatz. Sie kam dann auch noch in den Viertel- und Halbfinalrückspielen gegen den Arsenal Women FC bzw. FC Barcelona, die jeweils mit 2:0 gewonnen wurden. Da sie in Barcelona mit 1:5 verloren hatten, war im Halbfinale Endstation. In der UEFA Women’s Champions League 2022/23 wurde sie in den ersten fünf von sechs Gruppenspielen eingesetzt und qualifizierte sich mit den Wölfinnen für das Viertelfinale. Die Reise durch Europa endete erst im Finale in Eindhoven mit einer 2:3-Niederlage gegen die Frauen des FC Barcelona.
Im Sommer 2025 wechselte sie zum Aston Villa WFC.

### Nationalmannschaft
Im Oktober 2016 nahm sie mit der U-17-Mannschaft an der ersten Qualifikationsrunde zur U-17-Fußball-Europameisterschaft der Frauen 2017 teil und erzielte im zweiten Spiel gegen die Republik Moldau ihr erstes Länderspieltor zum 12:0-Zwischenstand (Endstand 13:0). Durch eine 0:2-Niederlage gegen Norwegen verpassten sie den Gruppensieg, waren aber als Zweite für die zweite Runde qualifiziert. Hier hatten sie Ende März/Anfang April 2017 Heimrecht. Mit Siegen gegen Slowenien und Österreich sowie einem Remis gegen die Schweiz wurden sie Gruppensiegerinnen und waren für die Endrunde qualifiziert.
Beim Turnier im Mai in Tschechien konnten sie gegen Norwegen, wobei sie das erste Tor zum 3:1-Sieg beisteuerte, und England gewinnen, so dass ein torloses Remis gegen Irland zum Gruppensieg reichte. Im Halbfinale verloren sie aber mit 0:2 gegen den späteren Vizeeuropameister Spanien.
Bereits im September spielte sie dann erstmals für die U-19-Mannschaft, zunächst zweimal bei einem Turnier in der Schweiz und dann im Oktober in ihrer Heimat in der ersten Qualifikationsrunde zur U-19-Fußball-Europameisterschaft der Frauen 2018. Hier erzielte sie beim 12:1-Sieg gegen Estland ihr erstes Tor für die U-19-Mannschaft. Mit zwei weiteren Siegen gegen Lettland und Irland und insgesamt 32:2 Toren waren sie als beste Gruppensiegerinnen für die zweite Runde qualifiziert. Hier reichten beim Turnier in Ungarn im April 2018 zwei 6:0-Siege gegen Slowenien und die Gastgeberinnen sowie ein 1:1 gegen Schweden um auch diesmal Gruppensieger zu werden. Bei der Endrunde im Juli war sie dann mit zwei Toren, die sie beim 3:1-Auftaktsieg gegen Italien erzielt hatte, zusammen mit sechs anderen Spielerinnen zwar beste Turniertorschützin, schied mit ihrer Mannschaft aber nach einem 1:0-Sieg gegen Deutschland durch eine 1:3-Niederlage gegen Dänemark aus. Denn punktgleich mit den Däninnen und Deutschen, hatten sie die etwas schlechtere Tordifferenz und verpassten damit das Halbfinale. Beim nächsten Anlauf hatten sie in der ersten Runde wieder Heimrecht und nutzten dieses zu drei Siegen ohne Gegentor gegen Albanien, Belarus und Polen, zu dem sie ein Tor beitrug. Auch die zweite Runde durften sie in ihrer Heimat bestreiten und wieder gelangen drei Siege – diesmal gegen Bulgarien, Island und Russland. Bei der Endrunde im Juli 2019 in Schottland überstanden sie diesmal die Gruppenphase mit Siegen gegen Norwegen und die Gastgeberinnen trotz der Niederlage gegen den späteren Europameister Frankreich. Im Halbfinale verloren sie dann gegen Rekordeuropameister Deutschland.
Im September 2019 wurde sie dann erstmals in der A-Nationalmannschaft eingesetzt. Im zweiten Spiel der Qualifikation zur EM 2022 gegen die Türkei wurde sie in der 84. Minute für Fußball-Europameisterschaft der Frauen 2022/Qualifikation eingewechselt. Ihren nächsten Einsatz, wieder als Einwechselspielerin in der 84. Minute, hatte sie im ersten Spiel des Tournoi de France im März 2020 gegen Südamerikameister Brasilien. Im zweiten Gruppenspiel gegen Kanada wurde sie nicht eingesetzt, gegen Gastgeber Frankreich stand sie dann in der Startelf und brachte ihre Mannschaft mit ihrem ersten A-Länderspieltor in der 29. Minute mit 1:0 in Führung (Endstand 3:3). Dann folgte eine COVID-19-bedingte Länderspielpause von sechs Monaten. Im ersten Spiel nach der Pause im September gegen Russland wurde sie wieder eingewechselt, ebenso im zweiten Spiel gegen Estland, wo sich die Niederländerinnen durch einen 7:0-Sieg für die EM-Endrunde qualifizierten. In den nächsten drei Spielen, zweimal gegen das Kosovo in der EM-Qualifikation und im Freundschaftsspiel gegen Weltmeister USA stand sie in der Startelf, spielte aber nur gegen die USA durch.
Im Februar 2021 wurde sie für das Drei-Nationen-Turnier nominiert, bei dem die Niederländerinnen in ihrer Geburtsstadt auf Deutschland treffen werden. Sie wurde auch für die wegen der COVID-19-Pandemie um ein Jahr verschobenen Olympischen Spiele 2020 nominiert. Dort wurde sie in den drei Gruppenspielen und im Viertelfinale gegen Weltmeister USA eingesetzt, das mit 2:4 im Elfmeterschießen verloren wurde.
Für die ersten fünf Spiele der Qualifikation für die WM 2023 wurde sie nicht nominiert. Im April und Juni wurde sie dann zweimal eingesetzt.
Am 31. Mai wurde sie für die EM-Endrunde nominiert. Bei der EM kam sie in den drei Gruppenspielen und im Viertelfinale zum Einsatz, das in der Verlängerung gegen Frankreich verloren wurde.
Auch im letzten Spiel der Qualifikation für die WM 2023 gegen Island stand sie in der Startelf. Durch ein Tor in der Nachspielzeit gewannen die Niederländerinnen mit 1:0 und qualifizierten sich damit für die WM-Endrunde. Am 30. Juni 2023 wurde sie für die WM-Endrunde nominiert. Bei der WM wurde sie im Achtel- und Viertelfinale jeweils eingewechselt. Durch eine 1:2-Niederlage nach Verlängerung gegen den späteren Weltmeister Spanien schieden die Niederländerinnen aus.
Da erstmals das Abschneiden bei der WM für die europäischen Teams nicht entscheidend für die Qualifikation zu den Olympischen Spielen 2024 war, hatten die Niederländerinnen noch die Chance sich über die UEFA Women’s Nations League 2023/24 für die Spiele in Paris zu qualifizieren. Sie konnten sich als Gruppengegner für das Final Four Turnier qualifizieren, bei dem um zwei Olympiatickets gespielt wurde. Im Halbfinale verloren sie aber gegen Weltmeister Spanien, der sich damit erstmals für die Olympischen Spiele qualifizierte und im Spiel um Platz 3 trotz Heimrecht gegen Deutschland. Wilms wurde in drei Gruppenspielen und den beiden Final-Four-Spielen jeweils eingewechselt.
In der erfolgreichen Qualifikation für die EM 2025 hatte sie vier Einsätze in den letzten Gruppenspielen.
Sie wurde auch für die EM-Endrunde 2025 nominiert: Dort kam sie in zwei der drei Gruppenspiele zum Einsatz, nach denen die Niederländerinnen ausschieden.

## Erfolge
- 2018/19, 2020/21: Niederländische Meisterin
- 2021/22: Deutsche Meisterin
- 2021/22: Deutsche Pokalsiegerin
- 2022/23: Deutsche Pokalsiegerin
- 2023/24: Deutsche Pokalsiegerin